# سیسیلی تایسون
سیسیلی تایسون (به انگلیسی: Cicely Tyson) (زادهٔ ۱۹ دسامبر ۱۹۲۴ در نیویورک – درگذشته ۲۸ ژانویهٔ ۲۰۲۱) هنرپیشه سینما، تلویزیون، و تئاتر اهل ایالات متحده آمریکا بود.
او از سال ۱۹۵۱ (میلادی) تا پایان زندگی، مشغول کار هنری بود.

## گزیده فیلمشناسی

### سینما
از فیلم‌ها یا برنامه‌های تلویزیونی که وی در آن نقش داشته‌است می‌توان به آثار زیر اشاره کرد.
- به فردا امیدی نیست (۱۹۵۹)
- آخرین مرد خشمگین (۱۹۵۹)
- مردی به نام آدم (۱۹۶۶)
- کمدین‌ها (۱۹۶۷)
- قلب یک شکارچی تنهاست (۱۹۶۸)
- ساندر (۱۹۷۲)
- پرنده آبی (۱۹۷۶)
- کنکورد … فرودگاه ۷۹ (۱۹۷۹)
- گوجه‌فرنگی‌های سبز سرخ‌شده (۱۹۹۱)
- گردن کلفت (۱۹۹۷)
- به‌خاطر وین-دیکسی (۲۰۰۵)
- چرا من هم ازدواج کردم؟ (۲۰۱۰)
- خدمتکاران (۲۰۱۱)
- الکس کراس (۲۰۱۲)
- اهتزاز آخرین پرچم (۲۰۱۷)

### تلویزیون
- دود اسلحه (۱۹۷۰)
- مأموریت: غیرممکن (۱۹۷۰)
- وضعیت اضطراری! (۱۹۷۲)
- ریشه‌ها (۱۹۷۷)
- پخش زنده شنبه شب (۱۹۷۹)
- داستان مروا کالینز (۱۹۸۱)
- موج گرما (۱۹۹۰)
- نظم و قانون: واحد قربانیان ویژه (۲۰۰۹)
- چگونه از مجازات قتل فرار کنیم (۲۰۱۵–۲۰۲۰)
- خانه پوشالی (۲۰۱۶)
- خانم وزیر (۲۰۱۹)